# Svätopluk Štúr
Svätopluk Štúr (24. leden 1901 Hodslavice – 12. únor 1981 Bratislava) byl slovenský filozof, představitel kritického realismu.

## Život
Narodil se jako nejmladší z pěti dětí evangelického faráře. Studoval na německé střední škole v Hodoníně. V roce 1918 se celá rodina přestěhovala do Bratislavy. Od roku 1924 začal psát příspěvky (zejména kulturní) do denního tisku. V roce 1930 začal studovat na filozofické fakultě Univerzity Komenského, kde ho ovlivnil především profesor Josef Tvrdý. V roce 1935 získal doktorát, o tři roky později se stal docentem. Jako odpůrce fašismu musel v roce 1939 z univerzity odejít. Po celou dobu trvání Slovenského státu byl bez zaměstnání. Na univerzitu se vrátil až po roce 1945, kde se stal řádným profesorem. Již v roce 1949 však opět nesměl přednášet a byl vyloučen z fakulty.  Během politického uvolnění v 60. letech 20. století mohl opět spolupracovat s médii. V roce 1968 se vrátil zpět na filozofickou fakultu Univerzity Komenského, v březnu 1970 byl jako nežádoucí nucen ukončit své pedagogické působení. Až do jeho smrti mu byla znemožněna jakákoliv veřejná či publicistická činnost
Vycházel z Bergsona, zejména však z Croceho a Masaryka. Zabýval se i estetikou, dějinami filozofie a logikou.

## Dílo
- K logickým problémům současné filozofie (1936)
- Problém transcendentna v současné filozofii (1938)
- Rozprava o životě (1946)
- Smysl slovenského obrození (1948)
- Německá vůle k moci (1967)
- Marxisticko-leninská vůle k moci (1991)